# 戴维·布拉本
戴维·约翰·布拉本，OBE（1964年1月2日—），是英国游戏开发者、电子游戏设计师，Frontier Developments创始人兼首席执行官，太空經營與戰鬥遊戲精英的联合制作人。他还是树莓派基金会的共同创始人和受托人，该基金会于2012年推出了教育用的低成本计算机。

## 个人生活
布拉本曾就读于位于埃塞克斯郡齊格威爾的巴克赫斯特希尔县高中。他大学在剑桥大学耶稣学院主修自然科学，在大四专攻电学。1993年5月，他在剑桥和凯瑟琳·迪金森结婚。他现任妻子为温迪·欧文·布拉本，生有两个儿子。

## 曾获奖项

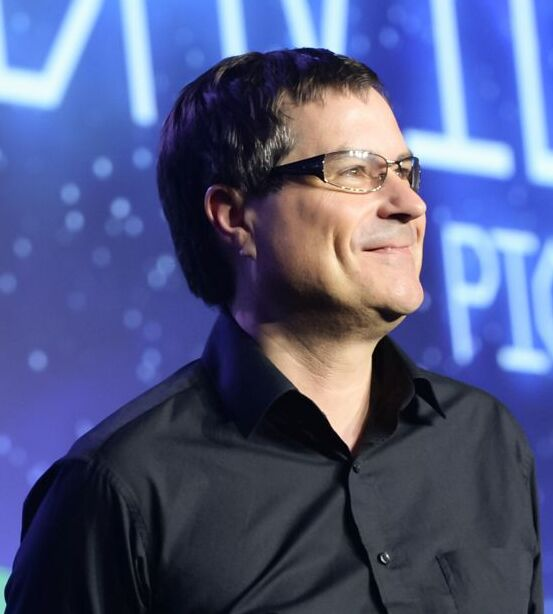
布拉本在2015年度游戏开发者选择奖颁奖礼。

2005年9月5日，布拉本在剑桥举行的行业发展卓越奖上获得了发展传奇奖。
2012年，布拉本被选为皇家工程科學院院士。
2013年，布拉本当选2013年英国科技奖年度科技人物。同年，他被亞伯泰丹地大學授予荣誉学位。
布拉本在2014年英女王寿辰授勋上被授予大英帝国官佐勋章（OBE），以表彰他对英国计算机和视频游戏行业做出的贡献。
2015年1月，他获得了2015年度游戏开发者选择奖，以表彰他在树莓派和从事30多年游戏开发者的工作。
2015年3月12日，布拉本获得英国电影学院奖终身成就奖，以表彰他对电子游戏行业做出的贡献。
2013年，布拉本获得亞伯泰丹地大學的荣誉博士学位。
2014年，布拉本获得開放大學的荣誉博士学位。
2015年，布拉本获英国約克大學的荣誉博士学位。

## 参与作品
| 游戏名                                         | 发布日期 | 戴维·布拉本负责的工作    |
| ---------------------------------------------- | -------- | ------------------------ |
| 精英                                           | 1984     | 设计师、程序员           |
| Zarch                                          | 1987     | 开发者                   |
| Conqueror                                      | 1990     | 开发者                   |
| Campaign                                       | 1992     | 程序员（3D图形代码）     |
| Frontier: Elite II                             | 1993     | 设计师、编剧、程序员     |
| Frontier: First Encounters                     | 1995     | 总监、编剧               |
| Darxide                                        | 1995     | 设计师                   |
| V2000                                          | 1998     | 程序员                   |
| Infestation                                    | 2000     | 创意总监、游戏引擎程序员 |
| Dog's Life                                     | 2003     | 总监、设计师             |
| Wallace & Gromit: The Curse of the Were-Rabbit | 2005     | 执行制作人               |
| 过山车大亨3                                    | 2004     | 执行制作人               |
| 过山车大亨3:水上乐园                           | 2005     | 执行制作人               |
| 过山车大亨3:野生动物                           | 2005     | 执行制作人               |
| 模拟乐园                                       | 2006     | 执行制作人               |
| 模拟乐园：惊奇世界                             | 2007     | 执行制作人               |
| 迷失之风                                       | 2008     | 执行制作人               |
| Kinectimals                                    | 2010     | 执行制作人               |
| 精英：危機四伏                                 | 2014     | 总监                     |